# Narodowa Bazylika Najświętszego Serca w Brukseli
Narodowa Bazylika Najświętszego Serca w Brukseli (hol. Nationale Basiliek van het Heilig Hart te Koekelberg, fr. Basilique Nationale du Sacré-Coeur à Koekelberg) – kościół rzymskokatolicki, położony w Brukseli, w dzielnicy Koekelberg, stąd jego nazwa w językach miejscowych: Bazylika w Koekelbergu.
Jest piątym pod względem wielkości kościołem na świecie i największym kościołem w stylu art déco na świecie. Inspirowany swym paryskim odpowiednikiem, Bazyliką Najświętszego Serca, zgodnie z życzeniem króla Belgów Leopolda II.

## Historia

### Koncepcja. I etap budowy
Marzeniem pierwszych królów Belgii było zbudowanie na płaskowyżu Koekelberg "Dystryktu Królewskiego". Plany i szkice jego budowy powstały pod koniec rządu Leopolda I. Jego następca, król Leopold II od 1880 roku nosił się z pomysłem budowy Panteonu Narodowego z okazji przypadającej wówczas 50. rocznicy niepodległości Belgii; obiekt miał być usytuowany na końcu długiej alei na Koekelbergu. Ponieważ król był pod wrażeniem Bazyliki Sacré-Coeur w Paryżu, preferował budynek sakralny.

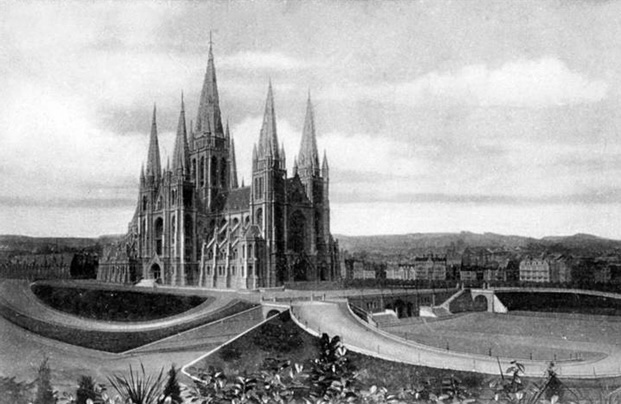
Pierwszy, neogotycki projekt bazyliki autorstwa Pierre’a Langerocka

12 października 1905 roku położył kamień węgielny pod budowę bazyliki narodowej. Pierwszy projekt świątyni, sporządzony w 1903 roku przez Pierre’a Langerocka, przewidywał ogromny budynek w stylu neogotyckim, zgodnie z wyobrażeniem „idealnej katedry” Eugène’a Viollet-le-Duca. W chwili wybuchu I wojny światowej ukończono fundamenty świątyni. W swoim orędziu na Boże Narodzenie w 1914 roku kardynał Mercier wyraził nadzieję, iż budowa kościoła zostanie wznowiona, jak tylko nastanie pokój.

### II etap budowy
29 czerwca 1919 roku władze i społeczeństwo potwierdziły wolę kontynuowania budowy, jednak pogorszenie sytuacji finansowej po wojnie spowodowało, iż trzeba było zrezygnować z projektu Langerocka. Nowy projekt sporządził architekt Albert Van Huffel z Gandawy. W 1925 roku otrzymał on za niego nagrodę Grand Prix w dziedzinie architektury prezentując model świątyni skali 1:40 na Międzynarodowej Wystawie Sztuki Dekoracyjnej i Wzornictwa w Paryżu. Od tego momentu stało się możliwe wznowienie budowy kościoła. W 1926 roku rozpoczęto korekty i uzupełnienia fundamentów, a w 1930 roku zaczęto budowę apsydy, którą otwarto dla potrzeb kultu w maju 1935. Wcześniej, 16 marca, zmarł Van Huffel. Po jego śmierci prace budowlane nadzorował jego dotychczasowy zastępca, Paul Rome. Podstawa kopuły była gotowa, kiedy wybuchła II wojna światowa. Prace zostały przerwane do września 1944 roku. W 1951 roku została ukończona nawa główna. Kościół został konsekrowany 13 i 14 października 1951 roku przez kardynała Van Roeya, a 28 stycznia 1952 roku papież Pius XII nadał kościołowi tytuł bazyliki mniejszej. W 1953 roku zakończono obie wieże. Nawa południowa została oddana do użytku w 1958 roku, a północna w 1962 roku. W 1969 roku ukończono kopułę. Uroczystości z okazji na 25-lecia otrzymania sakry biskupiej przez kardynała Suenensa, jakie miały miejsce 11 listopada 1970 roku, zwieńczyły budowę bazyliki.

## Architektura

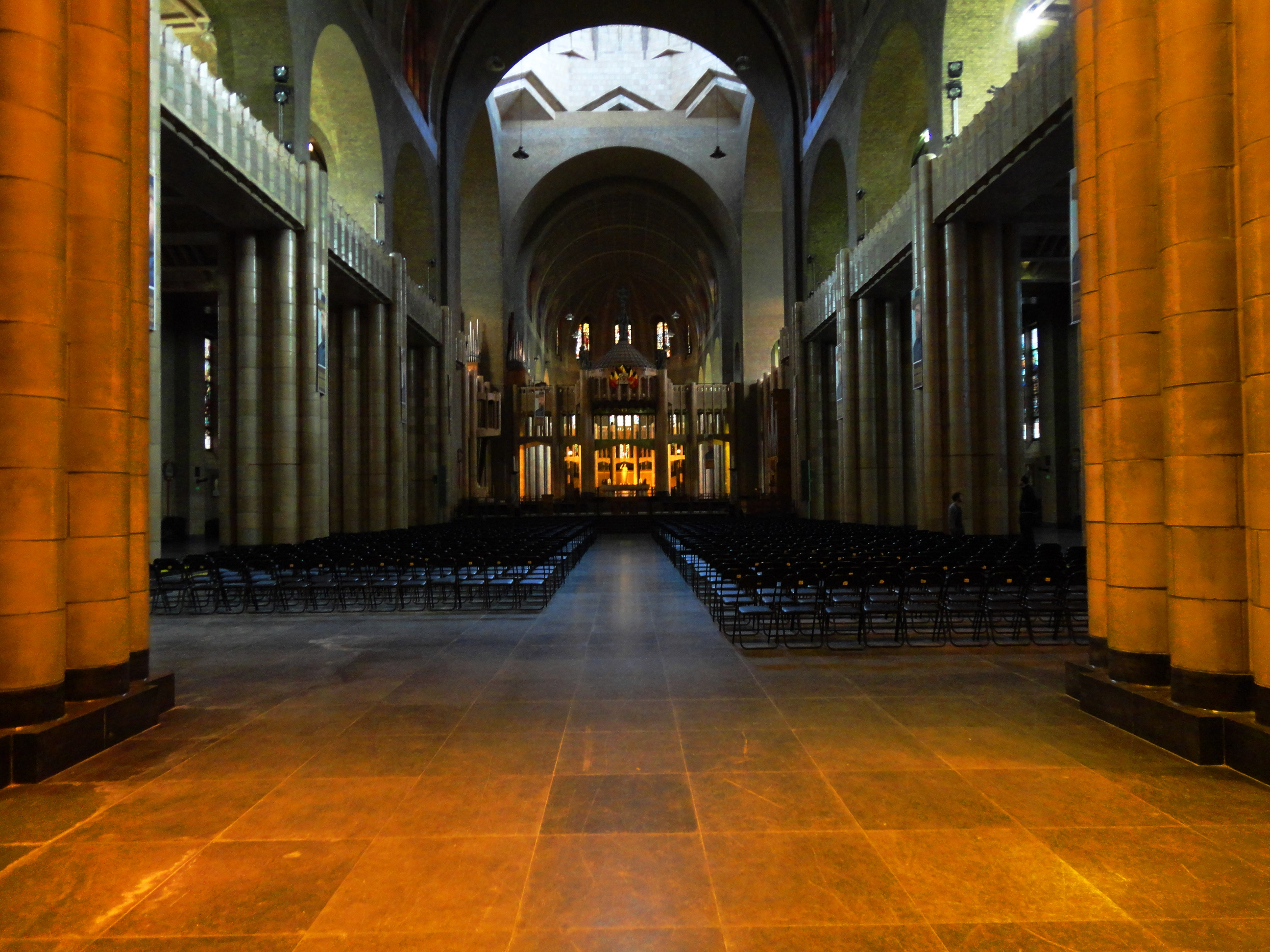
Wnętrze bazyliki

Albert Van Huffel poszukiwał głębszego znaczenia ozdoby w architekturze. Z tego względu dzieło jego życia, bazylika Najświętszego Serca, jest najbardziej rzetelnym i interesującym budynkiem w stylu art déco w Europie Zachodniej. Wyznacznikiem tego stylu są w tym przypadku klarowne i proste linie, które tworzą zwarte bryły z cegły i kamienia. Budynek został wykonany całkowicie w konstrukcji żelbetowej. Do dekoracji wnętrza użyto glazurowanej terakoty.

## Wyposażenie

### Witraże
Pierwszy witraże w bazylice wstawiono w 1937 roku. Ich zbiór rósł stopniowo wraz z budową bazyliki. Witraże zaprojektowali najlepsi belgijscy artyści, jak Anto-Carte, Louis-Charles Crespin, Jan Huet, Michel Martens, Jean Slagmuylder, Maria Verovert i Pierre Majerus. Tematem witraży w absydzie jest Eucharystia i adoracja, w nawie głównej – życie Jezusa, a w galerii – osiem błogosławieństw. Witraże znajdują się również w bocznych kaplicach.

### Rzeźby
Marmurowy ołtarz z rzeźbą Najświętszego Serca otacza imponujące cyborium. Rzeźby do bazyliki wykonali znani artyści, Georges Minne i Harry Elstrøm, reprezentujący dwie różne tradycje rzeźbiarskie. Dziełem Minne jest rzeźba Najświętszego Serca i kalwaria z brązu na zewnątrz bazyliki, spod ręki Elstrøma natomiast wyszła majestatyczna kalwaria z czterema aniołami, znajdująca się ponad cyborium oraz figury czterech ewangelistów, umieszczone ponad narteksem, na zewnątrz bazyliki.

### Meble i naczynia liturgiczne
Van Huffel nie pozostawił wskazówek dotyczących projektu spójnego kompletu naczyń liturgicznych, stąd ich zbiór w bazylice powstawał drogą okolicznościowych darowizn, lub przypadkowych zakupów. Na wyjątkową kolekcję naczyń liturgicznych składają się niemal wyłącznie wyroby XX-wieczne. Do najpiękniejszych spośród nich należą dzieła wykonane w latach 30. w brukselskich warsztatach Colruyta, Frèresa i Holemansa. Chrzcielnica bazyliki została wykonana według projektu Alberta Van Huffela, wiele lat po jego śmierci.

## Wymiary bazyliki
Brukselska bazylika jest piątym pod względem wielkości kościołem na świecie po bazylice Matki Boskiej Królowej Pokoju w Jamusukro, bazylice św. Piotra w Watykanie, katedrze św. Pawła w Londynie i katedrze Santa Maria del Fiore we Florencji
Wymiary bazyliki:
- wysokość – 92,9 m[8]
- długość – 164 m
- szerokość transeptu – 107,8 m

## Muzea
Przy bazylice działają dwa muzea:
- Muzeum Czarnych Sióstr z Brukseli[a] (Museum Zwartzusters Brussel/Musée Soeurs Noires Bruxelles) mające w swych zbiorach m.in. obrazy, meble, ceramikę stołową i kolekcję koronek flamandzkich i brukselskich,
- Muzeum Współczesnej Sztuki Sakralnej (Museum Moderne Religieuze Kunst/Musée d’Art Religieux Moderne) posiadające kolekcję obrazów i rzeźb z Diecezjalnego Muzeum Sztuki Sakralnej w Brugii[9].

## Punkt widokowy
U podnóża kopuły na wysokości 52 m znajduje się galeria widokowa, z której rozpościera się widok na Brukselę i okoliczne miasta.